# Pecado Mortal (telenovela)
Pecado Mortal é uma telenovela brasileira que foi produzida pela Record e exibida entre 25 de setembro de 2013 e 30 de maio de 2014, em 176 capítulos, substituindo Dona Xepa e antecedendo Vitória.
Escrita por Carlos Lombardi, com colaboração de Emílio Boechat, Margareth Boury, Mário Viana, Nélio Abbade e Renê Belmonte, contou com direção de Armê Manente, Hamsa Wood, Leonardo Miranda, Rogério Passos e Vivianne Jundi. A direção geral foi de Alexandre Avancini.
Contou com as atuações de Fernando Pavão, Simone Spoladore, Palomma Duarte, Vitor Hugo, Betty Lago, Jussara Freire, Luiz Guilherme e Denise Del Vecchio.

## Enredo

### Primeira Fase
Em 1941, o mafioso Cebolão (Gracindo Júnior) comanda o Morro do Pinguim na cidade do Rio de Janeiro, além de ter um cartel no jogo do bicho, do qual é um dos maiores da cidade. Ele conta com a ajuda do italiano Michelle Vêneto (Henrique Guimarães), que é seu assistente nos negócios do jogo do bicho. Michelle vive na cidade por engano, pois quando veio de navio da Itália em 1930, estava a caminho de Santos, porém se adaptou a cidade. Ele é casado com Ana Vêneto (Maytê Piragibe), mais conhecida como Donana, uma mulher capaz de chegar aonde quiser com sua ambição. Além disso, Michelle conta com a amizade de Getúlio Amado (Gustavo Leão), irmão de sua esposa. Getúlio demonstra ser um cara meio atrapalhado, porém um ótimo capanga. O que poucos sabem, é que, embora seja casado com Donana, Michelle tem um relacionamento extra-conjugal com Stella Nolasco (Marcela Barrozo), que está grávida de um filho, fruto de seu relacionamento com Michelle.
Comandando os negócios do morro, Cebolão, já cansado das dores de cabeça que seu filho Júnior (Cláudio Gabriel) vive lhe dando, dá a ordem para que seus capangas o executem. Após a morte de seu filho, Cebolão sofre um infarto. Ele pede que Donana lhe dê o seu remédio, porém ela hesita e o deixa morrer. Após isso, Donana mente aos capangas de Cebolão que ele havia dito antes de morrer para que Michelle assumisse seu posto no morro. Sendo assim, Michelle passa de um simples capanga para um dos maiores chefes da máfia do jogo do bicho.
Após descobrir que Michelle tinha um caso com Stella, Donana vai ao encontro da moça, que está em trabalho de parto do filho que tem com Michelle. Ela a chantageia e rouba seu filho, e depois ordena que Getúlio dê um fim na moça, fazendo a acreditar que ele irá ajudá-la a fugir da cidade. Ao chegar em um matagal, Stella sai do carro em que estava com Getúlio, porém ele a alcança e lhe agride com uma rocha. Ouve se um grito, dando a entender que ela havia morrido.

### Segunda Fase
1977. Stella (Betty Lago) retorna para o Rio de Janeiro, agora muito rica e em busca do amor de seus filhos. Ela surpreende Donana (Jussara Freire), que acreditava que seu irmão, Getúlio (Mário Gomes), havia matado a amante de seu marido. Stella encontra Donana e Michelle (Luiz Guilherme) casados e com mais dois filhos além de Otávio (Felipe Cardoso) e Marco Antônio (Fernando Pavão): Juliano (Henrique Guimarães) e Lívia (Tatyane Goulart).
Quando jovem, Marco Antônio fugiu de casa por não aceitar seu pai como bicheiro. Ele virou hippie e adotou o nome de Carlão, além de se casar com a promotora Patrícia (Simone Spoladore). O casal tem dois filhos: Rafaela (Pietra Goa) e Rodolfo (Luiz Felipe Mello). Patrícia não sabe do passado de seu marido, e está montando uma operação para acabar com os Vêneto e com uma família rival, os Ashcar.
O chefe dessa família é Omar (Ricardo Petraglia), que é casado com Lili (Laize Câmara) e tem três sobrinhos: Dorotéia (Palomma Duarte), Catarina (Daniela Galli) e Danilo (Gustavo Machado). Catarina se casou com Otávio para firmar um acordo com os Vêneto, mas Dorotéia e Danilo estão interessados em assumir os negócios do tio. Eles conseguem depois que Dorotéia sabota o carro de Omar, causando um acidente que mata tanto ele quanto Lili. No passado, Dorotéia teve um caso com Carlão, antes da fuga dele. Ela chegou a engravidar, mas fez um aborto. Junto de Danilo, ela arma um plano para fazer Carlão parar de se esconder e voltar para seu pai. Eles conseguem fazer com que Carlão seja acusado de pedofilia, mas isso não é o suficiente para fazê-lo voltar para o pai.
Enquanto isso, Michelle passa a se apaixonar novamente de Stella, e Donana tenta convencer seu marido de que o certo seria colocar Otávio em seu lugar no comando, mas Michelle acredita que Carlão é o único que conseguiria substitui-lo. Donana, então, arma o sequestro dos filhos de Carlão junto do investigador corrupto Picasso (Vitor Hugo). O que ninguém sabe, é que Picasso é filho bastardo de Michelle, e o ódio que nutre por Carlão é por acreditar que este roubou seu lugar.
O plano dá certo e, sem ter a quem pedir ajuda, Carlão suplica a seu pai que o ajude. Patrícia acaba descobrindo que se casou com o filho de um bicheiro e isso causa um conflito em seu casamento. Após descobrir onde estão seus filhos, o casal vai para o cativeiro e consegue salva-los, ao custo de Carlão levar um tiro e ficar inconsciente durante muito tempo.
Após acordar, Carlão não consegue se lembrar de Patrícia e de seus filhos, mas isso é resolvido e a família volta a morar em seu apartamento. Achando que seu filho o abandonou novamente, Michelle passa a pagar Picasso e começa a ser influenciado por ele, apesar dos avisos de Carlão e Otávio. O investigador ainda descobre que é filho do bicheiro, e seu ódio por Carlão aumenta ainda mais, já que acredita que ele roubou seu lugar.
Para abrir os olhos de Michelle, Carlão arma um plano junto de Patrícia, Dorotéia, Ângelo (Daniel Del Sarto) e Laura (Carla Cabral) e consegue fazer com que o bicheiro se distancie de Picasso. Mas Carlão ainda sofre com a perseguição de alguns bicheiros que o querem no lugar do pai, que está ficando doente devido ao Mal de Parkinson.
No meio disso, Stella consegue conquistar o amor de seus filhos, apesar de Carlão não saber que ela é sua mãe. Donana então a sequestra e supostamente a mata após jogá-la de uma ribanceira, mas para sua surpresa, Stella começa a fazer ligações para amedronta-la, prometendo vingança. Carlão e Otávio encontram uma gravação feita por Stella a mando de Donana, e se emocionam ainda mais com medo de que ela tenha se suicidado, porém Getúlio confessa a eles que acabou resgatando Stella por não conseguir matá-la, da mesma maneira que aconteceu em 1941.
Para não ter de ficar no lugar do pai, Carlão arma um plano com Picasso e Otávio para ser preso por tráfico de drogas. O plano da certo, mas Picasso acaba lhe dedurando para os bicheiros. Michelle e Otávio acabam sofrendo um atentado planejado por Valdo (Raul Gazolla), que acaba colocando Michelle entre a vida e a morte. Sendo assim, Carlão se vê obrigado a assumir os negócios do jogo do bicho para salvar a família, enquanto os outros bicheiros começam a tomar os pontos pertencentes aos Vêneto pelo Rio de Janeiro.
Durante o tempo em que permaneceu no lugar do pai, Carlão acaba conquistando o respeito da comunidade do Morro do Pinguim por ter promovendo várias boas ações que garantiam uma melhoria de vida a eles, o que acabou gerando várias comparações com Michelle. Ao descobrirem que Carlão havia virado um bicheiro, o Tribunal de Justiça cogitou não promover Patrícia de seu cago de promotora, o que acabou fazendo com que Carlão tivesse de se afastar de sua família e assumir um suposto romance com Dorotéia, para que Patrícia não acabasse perdendo sua reputação.
No meio desta grande confusão, Stella volta de viagem após ter fugido do cativeiro onde Donana a mantinha presa. Porém, ela volta decidida a se vingar de todos os que lhe fizeram sofrer no passado, principalmente Donana e Michelle. Após entrar como sócia da discoteca Stars Like Dust, aberta pelos irmãos Paulo (Cláudio Heinrich) e Pedro Noronha (Iran Malfitano), Stella inicia seu plano de vingança. Ela acaba sequestrando Donana e prendendo-a em um cativeiro, fazendo-a confessar que havia sido mandante do sequestro aos filhos de Carlão, o que acabou lhe rendendo alguns dias na cadeia. Logo em seguida, ela sequestra o filho Carlão, sob às alegações de que havia virado inimiga da sua família. Porém, Carlão acaba desconfiando de suas atitudes, e acaba tocando o coração da mãe ao afirmar que fazer o que ela estava fazendo não era do seu caráter.
No entanto, o sequestro de Carlão acaba sendo erroneamente entendido como uma represália dos outros bicheiros a sua entrada nos negócios do pai, o que faz com que Otávio e Patrícia desconfiem que Picasso, desafeto de Carlão, esteja por trás do sequestro. Após ser torturado por Otávio, mesmo negando sua participação no sequestro, Picasso sofre uma parada cardíaca, mas é salvo por Carlão - agora solto, desfazendo o equívoco. Toda a confusão gerada pelo sequestro de Carlão acaba aterrorizando a comunidade do Morro do Pinguim, fazendo todos temerem uma invasão organizada pelos outros bicheiros. É nessa hora que Michelle volta ao comando dos negócios da família, e acalma a população.
Mesmo deixando os negócios do pai, Carlão ainda não poderia voltar para sua família, visto que suas ações como bicheiro ganharam o reconhecimento da mídia e das autoridades, embora de maneira positiva por suas boas ações. Isso fez com que Patrícia fosse pressionada por sua superiora, a corregedora Das Dores (Denise Del Vecchio) a prender seu marido. Isso acabou abalando o casamento dos dois, e gerando uma posterior separação do casal. Na tentativa de reatar seu casamento, Patrícia acaba largando sua carreira, por não conseguir viver longe do marido. Isso acaba dando certo, porém Carlão não se sente feliz pela decisão da esposa, e resolve se entregar as autoridades.
Após apurar os atos cometidos por Carlão enquanto assumiu o jogo do bicho, Das Dores resolve solta-lo por falta de provas, visto que ele não cometeu nenhum ato criminoso para causar sua prisão, além de readmitir Patrícia em seu cargo de promotora. Enquanto isso, Michelle acaba sendo repudiado pelos moradores do Morro do Pinguim por não ter agido com a razão em um incidente na comunidade, chegando a mandar quebrar a perna de um inocente. A comunidade revoltada, pedia a volta de Carlão, porém ele não aceitou, e tentou pressionar o pai a agir como ele.
Otávio descobre porque o pai estava com raiva do seu irmão: Durante o Natal, Donana havia dito a Michelle que Carlão não era seu filho. Após fazer um teste sanguíneo, os irmãos de Carlão revelam que ele não poderia ser filho de Michele por não ter o mesmo tipo sanguíneo que o pai. Isso acabou gerando uma grande preocupação entre Carlão e Otávio, que passou a cogitar não ser irmão de Carlão.
Em meio a isso, Valdo acaba fugindo da cadeia onde estava preso após ter matado o irmão Perfume (Raymundo de Souza), em uma emboscada armada por Carlão enquanto estava no jogo do bicho. Ao lado de Veludo (Guilherme Winter), Valdo invade a residência dos Vêneto a procura de Carlão, porém acaba indo embora após Donana ter lhe dito que Carlão havia ido jogar bola em Ipanema. Veludo por sua vez vai atrás de Picasso, porém é preso após Otávio chegar ao apartamento onde estava. Picasso revela a Otávio que Valdo havia ido atrás do seu irmão. Ao chagar em Ipanema, Otávio troca tiros com Valdo, que acaba fugindo.
Após ler uma notícia em um jornal, que dizia que Carlão havia sido contratado para trabalhar como professor em uma escola de natação, Valdo vai ao encontro de Carlão, porém é detido com um tiro fatal dado por Stella, que havia chegado junto com Baldochi (Rafael Sardão) e Silvinha (Lua Blanco) para salvar o filho. No mesmo dia, Carlão vai ao apartamento de Stella para lhe agradecer por ter lhe salvado, e ela lhe revela que é a sua mãe, e que Donana havia lhe roubado após o nascimento, além de ter planejado o seu assassinato em 1941.
A partir daí, Carlão descobre que além de ser filho legítimo de Michelle, Donana estava envenenando sua relação com o pai para lhe afastar do jogo do bicho. Com isso, Carlão resolve entregar ao pai uma gravação com um depoimento dado por Picasso, que contava que Donana havia planejado o sequestro dos seus netos. Isso acaba deixando Michele enfurecido, fazendo com que ele atire em Donana, que é posteriormente hospitalizada. Desorientado, Michelle vai ao encontro de Carlão, e este ao ver o pai fragilizado por sua doença, resolve ajudá-lo. Ao tentar tirar o pai do apartamento, Carlão é impedido pela polícia, que descobre que Michelle havia atirado em Donana. Carlão acaba sendo preso por Starsky (Carlos Bonow), porém é posteriormente solto por Picasso.
Com a saúde do pai debilitada, Otávio assume o comando do morro, e através de Quim (Bruno Padilha), descobre que os negócios do jogo do bicho já não estavam mais dando lucro aos bicheiros, e que isso estava sendo substituído pelo tráfico de cocaína. Embora isto fosse uma realidade, isso não passava de um plano da Família Ashcar (liderada por Danilo Aschar) para acabar com os negócios dos Vêneto, através de uma aliança com os traficantes. A irmã de Otávio, Lívia, sugere que ele venda o negócio da família e depois fujam do país. Porém, Otávio se recusa a deixar os negócios, e diz a Quim que ele deve conversar com o irmão sobre o assunto das drogas. Carlão diz a Quim que não irá deixar que ele venda cocaína aos outros bicheiros, e vai ao encontro de Otávio, que visivelmente alterado após ter usado cocaína, acaba discutindo com o irmão. Em meio a isso, Patrícia acaba descobrindo que está grávida de Carlão.
Otávio começa a usar cada vez mais cocaína, tornando-se um viciado. Carlão discute com Picasso, e lhe revela que havia mandado ele se hospedar na casa dos Vêneto para assumir os negócios da família caso Michelle viesse a piorar sua saúde. Após ficar um tempo sem usar drogas, Otávio faz as pazes com Carlão, e passa a morar em sua casa. Visto que a pressão dos traficantes contra os bicheiros estava aumentando com o intuito de espalhar-se pela cidade, eles tomam um hotel de sequestro, onde estão Carlão, Otávio, Patrícia, Dorotéia e outros de seus amigos, com o intuito de dar um fim nos Vêneto e substituir o jogo do bicho pelo tráfico de drogas. Porém, o plano acaba fracassando.

### Terceira fase
No capítulo 100 da trama, tido pelo autor Carlos Lombardi como uma virada em que "os mocinhos irão virar vilões", Danilo e Quim, juntamente com Picasso, armam um novo plano para tentar tomar posse do Morro do Pinguim. Desta vez, eles resolvem atentar contra a vida dos irmãos Vêneto, além da paz na comunidade. Carlão escapa de tentar sofrer um assassinato numa barbearia, a tempo de salvar a vida do irmão Otávio e, posteriormente de Patrícia e seus filhos - esta última que é salva após Carlão matar dois atiradores. No Morro do Pinguim, Juliano e Catarina ficam feridos, enquanto José Vergueiro (Eduardo Lago) morre após ambos sofrerem um atentado provocado pela explosão do forno da cozinha, armada por Mineral (André Ramiro), ex-capanga dos Vêneto. Já Lívia, tem os freios do carro sabotados. No entanto, ao perceber que o carro não iria frear, ela puxa o freio de mão, a custo de Anjo e Marcinha (Mel Lisboa) serem atropelados quando o veículo dá um cavalo de pau. Para aterrorizar ainda mais o Morro do Pinguim, Quim planta uma bomba relógio em um carro na comunidade. Após descobrir a bomba e tentar desarmá-la, Ramiro (Marcos Pitombo) tenta mover o carro para longe do morro. Ele consegue, e supostamente acaba morrendo durante a explosão. A situação muda quando Bernardo (Gero Pestalozzi) encontra Ramiro e descobre que ele está vivo.
Ao descobrir que foi Carlão que salvou sua vida e de seus filhos, porém matando os atiradores, Patrícia acaba pondo fim ao seu casamento com Carlão, ao considerar que este havia virado um assassino. Carlão por sua vez, volta a procurar consolo nos braços de Dorotéia. Para revidar aos ataques, Carlão e seus irmãos bolam um plano para desmantelar os negócios de Quim e Picasso. No entanto, o plano quase acaba dando errado quando Carlão se envolve com a esposa de Quim, o que faz com que ele a mate e depois se suicide após pegá-los na cama. Enquanto isso, Michelle acaba se recuperando aos poucos de sua doença, que lhe deixa algumas sequelas. Donana também se recupera dos tiros que levou, e se aproveita do estado em que se encontra Michelle para o enrolar.
Após tirar Quim do caminho, os Vêneto planejam a prisão de Picasso, após este ter estuprado Silvinha. Com isso, Picasso acaba sendo destituído de seu cargo de delegado e passa a ser procurado pela polícia. Após confessar que estuprou Silvinha em uma armadilha em um Clube de Luta, Picasso acaba sendo preso, porém foge após um atentado na delegacia. Passado algum tempo, Picasso toma a posse da delegacia, além de deixar Silvinha, Bernardo, Romeu, Anjo, Monet (Renato Livera), Caravaggio (Miguel Nader) e Starsky como reféns. Após ter fugido em um ônibus, junto com Silvinha, Bernardo e Anjo, Picasso vai a procura de Carlão. Ao tentar estuprar Patrícia, Picasso acaba sendo detido e imobilizado por Carlão, e vai para atrás das grades novamente.
Após solucionados os problemas, os Venêto negociam a venda do morro para o bicheiro Tufik Abdalla (Benvindo Siqueira), dono dos cartéis do jogo do bicho de São Gonçalo, e pai de Ramiro. Com o dinheiro da venda, eles planejam morar no exterior, e ficar livres do jogo do bicho. No entanto, Quina, herdeira de Quim, busca a vingança pela morte do pai. Ela assume um caso amoroso com Danilo, como pano de fundo para tomar o Morro do Pinguim e tomar o comando do jogo do bicho em toda a cidade. Dorotéia acaba descobrindo que Quina está se envolvendo com Ramiro, como forma de acelerar a concretização dos seus planos. Como resultado, Dorotéia acaba matando Ramiro, por este também estar interessado em tomar os negócios do seu pai.
Prestes a vender o morro para Tufik, Carlão se vê surpreendido por um novo problema, quando seu irmão acaba comprando armas falsas para o arsenal do morro. Quina usa a morte de Ramiro para enganar Tufik, e lhe diz que foi Carlão quem matou seu filho, fazendo-o desistir de comprar o Morro do Pinguim e sim invadi-lo, junto com os Aschar. Enquanto isso, Donana foge do hospital onde estava internada, e posteriormente se infiltra na Fazendinha. Após escutar uma discussão de Carlão e Otávio, ela revela em um telefonema a Tufik que eles haviam comprado armas falsas, e que estavam sem arsenal de defesa.
Decidida a matar os Carlão e Otávio para manipular Michelle, Donana começa a arma um plano para matá-los, ela prende Carlão e Otávio no escritório da Fazendinha e joga gasolina na casa para matar os irmãos carbonizados, Carlão e Otávio conseguem escapar do escritório e se deparam com Donana jogando gasolina na casa.
Carlão prende Donana sobre seus braços e impede a vilã de matá-los, ela joga todo seu ódio e desprezo nos irmãos e diz a eles que deveria ter matado eles e Stella enquanto tinha chance, Otávio surta e tenta agredir a vilã porém Carlão o impede e diz que não vale a pena.
Durante a invasão, Carlão e Otávio, juntamente com Juliano, Lívia e Michelle, se escondem num porão abaixo da mansão. Antes disso, Michelle, cansado do peso que Donana tem sobre sua vida, prende a vilã em seu quarto e ateia fogo, Donana fica presa em meio as chamas. A vilã ainda tenta escapar, porém morre carbonizada. Danilo e Quina assumem o comando do morro, porém com uma grande rejeição da comunidade que prefere os Vêneto no comando. Dorotéia revela a Tufik que foi ela quem matou Ramiro, fazendo-o sofrer um infarto.
Em um confronto com os capangas dos Aschar, Otávio acaba sendo baleado e fica entre a vida e a morte. Seu irmão Carlão, no entanto, se arrisca para salvar sua vida, e o leva para o apartamento de Patrícia, onde ele é tratado e acaba se recuperando. Posteriormente, os irmãos de Carlão também se refugiam no apartamento, onde passam a bolar um plano para retomar o controle do Morro do Pinguim. Patrícia e seus filhos passam a ficar hospedados em outro lugar, em função dela e de Carlão estarem separados. Michelle acaba sendo levado por Getúlio, e passa a morar junto com Stella.
Tufik recupera-se de seu infarto, e acaba recebendo uma visita de reconciliação dos Vêneto, que lhes revelam mais detalhes sobre a morte de Ramiro. Ele volta a se aliar com eles, e passa a fingir estar do lado de Danilo e Quina, que continuam a sofrer cada vez mais repúdio dos habitantes do Morro do Pinguim pela péssima administração e descaso. Em meio a isso, Picasso acaba sendo transferido para o Presídio Estadual, onde passa a sofrer o repúdio dos outros presidiários, liderados por Veludo e Barbosa (Sérgio Monte), dois desafetos seus.
Dorotéia conta a Carlão que está grávida, fazendo com que Patrícia se magoe e se distancie novamente do ex-marido. Após sofrer inúmeros atentados e se envolver em várias brigas, Picasso torna-se protegido da justiça após dizer que irá colaborar com Patrícia para desmantelar o jogo do bicho como testemunha. Porém, o vilão tem outras intenções por trás disso. Dorotéia força Quina e os seus irmãos Danilo e Catarina a transferir as suas partes no Morro do Pinguim para o seu nome. Já Carlão e Otávio tentam renegociar o morro com Tufik, porém este mostra-se irredutível em passar o morro para as mãos dos Vêneto. Após um desentendimento, Tufik acaba tendo que ceder a pressão sob chantagem, e posteriormente sai do Brasil.
O envolvimento de Picasso e Patrícia acaba tornando-se íntimo demais, o que desperta a ira de Carlão, que é preso e transferido para o Presídio Estadual após ter agredido Picasso, então um protegido da justiça. Picasso acaba se revelando novamente um vilão, querendo se vingar de Carlão usando os sentimentos e a ingenuidade de Patrícia. Após sair da cadeia, Carlão casa-se com Dorotéia, casamento este que é de fachada, pois ambos sabem que Carlão é apaixonado por Patrícia e que só se casou porque quer a outra parte do Morro do Pinguim. Para desmascarar Picasso, Carlão bola secretamente um plano com Dorotéia, onde ele supostamente acaba morrendo durante um passeio. Durante seu "velório", Picasso vai ao seu encontro, e acaba confessando a Carlão que estava se passando por boa pessoa apenas para se vingar dele, e é aí que Carlão desperta e desmascara o vilão, que acaba preso novamente.
Dorotéia descobre que Carlão e Patrícia andam se encontrando às escondidas após vê-los na cama no sítio em que Carlão iria refazer sua escolinha. Furiosa e vingativa, ela se alia aos traficantes de cocaína colombianos para plantar drogas no Morro do Pinguim e vender pela cidade do Rio de Janeiro. O Morro acaba sendo ocupado pelas forças armadas após uma tentativa de invasão. Depois de solto, Picasso chantageia o secretário de segurança Valença (Alexandre Barillari), e toma posse do morro como chefe de ocupação, mostrando assim sua verdadeira face para os que ainda acreditavam que ele havia mudado de atitude, inclusive Patrícia.
Dorotéia e Picasso unem-se para destruir a reputação moral de Carlão, que está no meio de uma candidatura ao senado federal. Através de arquivos pessoais fornecidos por Dorotéia, Picasso vai á público pela TV incriminar Carlão, usando e distorcendo fatos do passado da sua vida. A opinião pública dá suas respostas com Carlão caindo drasticamente nas pesquisas de intenção de voto, onde liderava com folga, e como se não bastasse, passa a ser procurado pela polícia após serem descobertas as drogas plantadas no Morro do Pinguim por Dorotéia. O cerco também se fecha para Picasso, que após ter matado Valença em uma discussão, é preso e levado para o presídio estadual, além de descobrir que Michelle não era seu pai, e sim Getúlio. Ao mesmo tempo, Carlão é forçado a se entregar as autoridades pelas denúncias de tráfico de drogas.
Carlão e Picasso tornam-se companheiros de cela, tendo que lidar com os outros presos mesmo sendo inimigos. Eles acabam fugindo durante uma transferência para Ilha Grande, após Dorotéia ter sequestrado Patrícia por esta ter fechado a maioria do seus pontos de venda de drogas pela cidade. No entanto, Carlão consegue convencer a vilã a libertá-la, além de ser perdoado por sua traição. Já Picasso, revoltado por saber que não era filho de Michelle, acaba sequestrando o patriarca dos Vêneto e decide matá-lo. Carlão e Otávio tentam resgatá-lo, porém, Picasso está prestes a incendiá-lo. Em uma atitude dolorosa, Carlão acaba tirando a vida do pai com um tiro de misericórdia, para não vê-lo morrer queimado. Revoltados pela morte de Michelle, os irmãos Vêneto, auxiliados de seus capangas e de Dorotéia, invadem o Morro do Pinguim para retomar o seu controle e prender Picasso, que é levado por Carlão para atrás das grades. No entanto, Carlão acaba sendo baleado e levado para um hospital, onde decide novamente se entregar as autoridades.

### Final da trama
Dois meses depois de preso, Carlão vai a julgamento pelas mortes dos atiradores de elite que atentaram contra a vida de Patrícia e seus filhos, bem como a suposta morte de Michelle. Durante a audiência, Patrícia entra em trabalho de parto, e é levada por Dorotéia para a discoteca Stars Like Dust, em razão de um congestionamento de trânsito. Ela acaba tendo que fazer o parto de Patrícia, e dá a luz a um filho que posteriormente Carlão dá o nome de Otávio, em homenagem ao seu irmão. Carlão acaba sendo condenado a 12 anos de prisão, após Picasso ter dado um depoimento que culpava Carlão da morte de Michelle. Otávio invade a mansão dos Aschcar, onde Danilo havia acabado de se casar com a filha de Tufik. Ele mata todos, além de sua ex-esposa Catarina, acabando com a histórica rivalidade entre os bicheiros do Rio de Janeiro, e fazendo jus ao seu apelido de "cachorro louco".
Carlão acaba transferido para Ilha Grande, onde Picasso torna-se o chefe dos outros presidiários. Após um enfrentamento entre os dois, Picasso acaba confessando que o ódio e a raiva que sente por Carlão são motivados por uma atração que ele sente por ele (afirmando ser homossexual), porém o peso que isso lhe causava o fazia sentir ódio por Carlão. Com raiva por ter admitido isso, ele acaba se suicidando. Com o auxílio de Patrícia e Dorotéia, Carlão foge do presídio de Ilha Grande, mas ao voltar para casa, acaba tendo que ver o irmão Otávio morrer em seus braços após ter trocado tiros com Monet, que também morre.
31 de dezembro de 1979. Anjo casa-se com Lívia, que junto com Stella e Das Dores, tornam-se sócias no negócio do tráfico de drogas, que havia entrado em ascensão com o declínio do jogo do bicho no fim dos anos 70. Na discoteca Stars Like Dust, é mostrado o desfecho de vários personagens: Baldochi e Helena (Mariah Rocha), já casados; Maria Clara (Juliana Didone), que resolve ser uma pessoa pior do que sua irmã Leila, enquanto a mãe das duas, Ilana (Bianca Byington), lança um livro contando suas relações com Carlão; Os irmãos Pedro e Paulo, donos da discoteca, que viram grandes traficantes de drogas no Rio de Janeiro, além de Tônia (Gabriela Moreyra), que faz sucesso e fortuna como prostituta.
No exterior, Carlão, Patrícia e seus filhos, bem como seu capanga Vegetal (Ricardo Vandré), re-abrem a escolinha Pato Maluco, que se torna referência mundial após ganhar um prêmio importante, bem como uma instituição literária em homenagem a Otávio. Em visita à família, juntamente com sua filha Badra, Dorotéia acaba se envolvendo com um rapaz idêntico a Carlão, que se revela o verdadeiro filho bastardo de Michelle. Isto se explica em função de Michelle ter passado alguns dias na ilha enquanto o navio de onde ele havia vindo da Itália em 1938 passava por reparos. A trama se encerra com Carlão e Patrícia comemorando a virada para 1980 com um beijo apaixonado.

## Elenco
| Intérprete          | Personagem                                                 |
| ------------------- | ---------------------------------------------------------- |
| Fernando Pavão      | Marco Antônio Vêneto / Carlos de Almeida (Carlão / Hippie) |
| Simone Spoladore    | Patrícia Salgado                                           |
| Vitor Hugo          | Detetive Vinícius Vieira (Picasso)                         |
| Palomma Duarte      | Doroteia Ashcar                                            |
| Felipe Cardoso      | Otávio Vêneto                                              |
| Carla Cabral        | Laura Escobar                                              |
| Betty Lago          | Stella Nolasco                                             |
| Luiz Guilherme      | Michelle Vêneto                                            |
| Jussara Freire      | Ana Vêneto (Donana)                                        |
| Denise Del Vecchio  | Promotora Das Dores Noronha                                |
| Gustavo Machado     | Danilo Ashcar                                              |
| Guilherme Winter    | Veludo                                                     |
| Juliana Didone      | Leila Vergueiro                                            |
| Juliana Didone      | Maria Clara Vergueiro                                      |
| Daniel Del Sarto    | Anjo Pasquim                                               |
| Tatyane Goulart     | Lívia Vêneto                                               |
| Marcos Pitombo      | Ramiro Noronha                                             |
| Iran Malfitano      | Pedro Noronha                                              |
| Claudio Heinrich    | Paulo Noronha                                              |
| Mel Lisboa          | Marcinha Figueiredo / Eva                                  |
| Daniela Galli       | Catarina Ashcar Vêneto                                     |
| Bianca Byington     | Ilana Vergueiro                                            |
| Heitor Martinez     | Detetive Van Gogh                                          |
| Henrique Guimarães  | Juliano Vêneto                                             |
| Lua Blanco          | Silvinha Nolasco                                           |
| Bernardo Velasco    | Romeu Vergueiro                                            |
| Mário Gomes         | Getúlio Amado                                              |
| Sônia Lima          | Norma Nolasco                                              |
| Eduardo Lago        | José Vergueiro                                             |
| Fábio Villa Verde   | Jurandir                                                   |
| Aline Borges        | Joana da Costa                                             |
| Gero Pestalozzi     | Bernardo da Costa                                          |
| Gabriela Moreyra    | Tônia da Costa                                             |
| André Luiz Miranda  | Djalma da Costa                                            |
| Miguel Nader        | Detetive Caravaggio                                        |
| Renato Livera       | Detetive Monet                                             |
| Ricardo Vandré      | Vegetal                                                    |
| Mariah de Moraes    | Helena Maranhão                                            |
| Roberta Santiago    | Detetive Urana                                             |
| Ricardo Duque       | Detetive Laerte                                            |
| Carlos Bonow        | Detetive Starsky                                           |
| Tarciana Saad       | Tereza                                                     |
| Nanda Ziegler       | Xuxu                                                       |
| Lívia Rossy         | Bruna Pasquim                                              |
| André Ramiro        | Mineral                                                    |
| Rafael Sardão       | Baldochi                                                   |
| Fernando Sampaio    | Brito                                                      |
| Pietra Goa          | Rafaela de Almeida Vêneto                                  |
| Luiz Felipe Mello   | Rodolfo de Almeida Vêneto                                  |
| Luis Augusto Formal | Guilherme Escobar (Gui)                                    |

### Participações especiais
| Intérprete           | Personagem             |
| -------------------- | ---------------------- |
| Maytê Piragibe       | Donana Vêneto (jovem)  |
| Marcela Barrozo      | Stella Nolasco (jovem) |
| Gustavo Leão         | Getúlio Amado (jovem)  |
| Gracindo Júnior      | Cebolão                |
| Raul Gazolla         | Valdo Santiago         |
| Solange Couto        | Betty Valle            |
| Ricardo Petraglia    | Omar Ashcar            |
| Laíze Câmara         | Lili Ashcar            |
| Bemvindo Sequeira    | Tufik Abdalla          |
| Íris Bruzzi          | Nair                   |
| Luciana Braga        | Rosa                   |
| Cláudio Gabriel      | Júnior                 |
| Andréa Avancini      | Fernanda Figueiredo    |
| Jonathan Azevedo     | Jorginho               |
| Lu Grimaldi          | Dulce Esporzito        |
| Luciano Szafir       | Sheik                  |
| Raquel Nunes         | Adelaide               |
| Francisca Queiroz    | Valéria                |
| Henri Pagnoncelli    | Evaldo Salgado         |
| Diogo Oliveira       | Tadeu Pedroso          |
| Raymundo de Souza    | Perfume                |
| Bruno Padilha        | Quim                   |
| Caco Baresi          | Joel                   |
| Cláudia Lira         | Bia                    |
| Felipe Martins       | Euzébio                |
| Paulo Reis           | Giancarlo              |
| Nelito Reis          | Felipe Santiago        |
| Ricardo Pavão        | Anselmo                |
| Eduardo Fraga        | Gerente do Banco       |
| Sérgio Abreu         | Enfermeiro             |
| Michael Pontes       | Filho do Sheik         |
| Raí Antunes          | Vitório                |
| Sérgio Monte         | Barbosa                |
| Bianka Fernandes     | Diana                  |
| Alex Cezario         | Zé                     |
| Alex Nader           | Agostinho              |
| Alexandre Lemos      | Lupércio               |
| Junior Prata         | Carcereiro Ferreira    |
| Celso Reeks          | Pimpolho               |
| Jennifer Setti       | Adriana                |
| Carolina Chalita     | Maria José             |
| Daniel Satti         | Pente-Fino             |
| Jorge Destez         | Leão                   |
| Iran Lima            | Berrilo                |
| Ítalo Villani        | Leandro                |
| Luciana Malavasi     | Drª Flávia             |
| Maria Cristina Gatti | Gertrude               |
| Matheus Faria        | Danilo Aschar (Jovem)  |
| Pâmela Côto          | Verinha                |
| Pedro Jones          | Xampu                  |

## Capítulo especial
No dia 23 de dezembro de 2013, ante-véspera do Natal, a Record exibiu um capítulo especial de Pecado Mortal mostrando uma história totalmente diferente do enredo tradicional da história, mostrando o que aconteceria se Carlão (Fernando Pavão) e Patrícia (Simone Spoladore) não tivessem se conhecido. O capítulo tem início quando Carlão e Patrícia acabam brigando na noite de natal após ela descobrir que ele havia agido contra os bicheiros para impedir que Michelle (Luiz Guilherme) e Otávio (Felipe Cardoso) fossem iniciar uma nova guerra pelo poder dos cartéis do jogo do bicho.
Quando ele vai dormir, ele acaba tendo um sonho em que vive uma vida completamente diferente da sua. Nele, Carlão acorda na casa dos Vêneto com Joana (Aline Borges) levando o Café-da-manhã. Ele pergunta onde estão os pais, Michelle e Donana (Jussara Freire). Joana diz que eles morreram há 2 anos e que ele é sucessor de Michelle e Donana no cartel do jogo do bicho, casado com Dorotéia Ashcar (Paloma Duarte) e com uma filha, Rafaela, da qual ele vive separado em função dos negócios. Além disso, Carlão torna-se um exímio pegador de mulheres, onde ele se envolve com várias outras mulheres, entre elas Leila (Juliana Didone), Laura (Carla Cabral) com quem teve um filho, Guilherme (Luis Augusto Formal) e também Helena (Mariah Rocha), além de ter negócios com Picasso (Vitor Hugo) que é mostrado como um policial não corrupto que luta com os colegas Monet (Renato Livera), Caravaggio (Miguel Nader) e Urana (Roberta Santiago) contra o tráfico de drogas, além de ser reconhecido como irmão de Carlão. Já Patrícia vive uma vida infeliz com Laerte (Ricardo Duque), com quem teve os filhos Rodolfo (Luiz Felipe Mello) e Rafaela (Pietra Goa), que vivem brigando entre si, além da mesma viver tomando vodka e lamentando a vida de frustrações que tem, o casamento infeliz com Laerte e o fato de ter largado seu emprego de promotora para viver com ele. Ela chega até mesmo a ter um caso com Anjo (Daniel Del Sarto), que no capítulo é mostrado como o "faz-tudo" do prédio onde mora (coisa que Carlão exerce no enredo original).
O capítulo ainda mostra Carlão sofrendo uma tentativa de assassinato por parte de Danilo Ashcar (Gustavo Machado), que é impedido após Dorotéia o ter assassinado com um tiro. Picasso acaba admitindo a Carlão que sempre teve ódio do irmão, porém isso passou quando Michele o escolheu como seu sucessor no cartel do jogo do bicho. Após uma noite de bebedeira, Carlão acaba indo parar na cadeia, que curiosamente é a mesma onde Picasso trabalha. Patrícia também é presa após se envolver em uma briga de trânsito com Xuxú (Nanda Ziegler), e lá ela e Carlão acabam se conhecendo. Após um e outro conversarem sobre seus problemas de família, Laerte chega para afiançar Patrícia e levá-la embora. Carlão acorda do seu sonho e encontra Patrícia na sala, após ela ter tido um pesadelo. Vendo que tudo estava como era antes, e nada havia mudado, Carlão se reconcilia com Patrícia e os dois se beijam.

## Investimentos e tecnologia
Com um custo inicial estimado em R$ 500 mil por capítulo, Pecado Mortal tornou-se uma das produções mais caras da emissora até então. Foram investidos mais de R$ 11 milhões em cenografia, que incluiu a construção de uma cidade cenográfica de 7000 m², que recria Copacabana dos anos 70.
A captação da novela é feita a partir das câmeras Arri Alexa, que são amplamente utilizadas em filmes e séries de Hollywood. Essas câmeras com padrão de imagem cinematográfico, já foram utilizadas na minissérie José do Egito.

## Audiência

#### Exibição original
Pecado Mortal estreou com média de 11,0 pontos de audiência e picos de 13,0 pontos, de acordo com os dados do Ibope, ante 19,0 da Rede Globo, 7,0 do SBT e 4,0 da Rede Bandeirantes. Em seu segundo capítulo a novela teve queda de 3 pontos marcando 9,0 pontos de média e picos de 10,0, ante 22,0 da Rede Globo, 8,0 do SBT e 4,0 da Rede Bandeirantes. Em Belém a novela alcançou índices expressivos, no dia 30 de outubro de 2013 alcançou a liderança com participação de 39%, segundo dados do Ibope baseados num grupo de telespectadores de Belém e região metropolitana. Em 9 de abril de 2014, bateu seu recorde negativo de apenas 3,7 pontos no Ibope, índice não registrado desde 2004 com o fracasso da novela Metamorphoses. Nos dias 6 de novembro e 20 de novembro de 2013 a telenovela alcançou a liderança em Fortaleza com 11,8 e 12,3 pontos, respectivamente.  Seu último capítulo obteve média de 7,7 pontos no Ibope com picos de 10,0 pontos e 12,3% de share, conseguindo a vice-liderança absoluta para a Rede Record. A novela chegou ao fim com sua média geral de 5,6 pontos deixando a emissora em terceiro lugar. 

#### Reprise
Reestreou com 2,5 pontos e 5,4% de share, assumindo a terceira colocação no horário nobre, contra 3,1 pontos do SBT e 17,8 da TV Globo. O segundo capítulo registrou 2,8 pontos. Em 8 de janeiro de 2024, registrou apenas 2,1 pontos, chegando a ser superada pela Rede Bandeirantes. Tal marca negativa seria superada em 23 de janeiro com 1,9 pontos, chegando a antipico de 1,4. Em 29 de janeiro, bateu recorde com 2,9 pontos. Em 14 de fevereiro, bateu seu segundo e último recorde com 3,5 pontos. O último capítulo registrou 2,2 pontos. Teve média geral de 2,4 pontos, sendo uma das menores audiências do horário nobre da Record, acumulando derrotas para o SBT, Band e até mesmo para a RedeTV!.

## Receptividade do público e da crítica
Apesar dos índices de audiência abaixo do esperado, Pecado Mortal é apontada pela crítica especializada como uma das melhores produções da Rede Record. A telenovela é considerada um marco importante para teledramaturgia do canal, pois revela o amadurecimento das produções. Dentre as características marcantes estão o texto ágil e inteligente, elenco afiado e técnica aprimorada.

## Curiosidades
- Vida Bandida seria o nome da telenovela. Pelo fato do nome já ter sido registrado, passou então a ser Pecado Mortal.[carece de fontes?]
- Bianca Rinaldi era a atriz escalada para interpretar a promotora Patrícia. Com a saída da atriz da emissora, o papel ficou com Simone Spoladore.[32]
- Como intuito de divulgação, foram feitas campanhas especiais em mídias de grande circulação, aeroportos, estações de trem e Metrô. A Record instalou uma placa em São Paulo, com a pergunta: "Você já cometeu um pecado mortal?".[33]
- Última novela da atriz Betty Lago, que veio falecer em 13 de setembro de 2015.
- Também foi a última novela dos atores Paloma Duarte, Simone Spoladore, Lua Blanco, Carla Cabral, Mariah Rocha, Daniel Del Sarto, Raul Gazolla, Gero Pestalozzi, Cláudio Heinrich e Mário Gomes na emissora.

## Prêmios e indicações
| Ano  | Prêmio                     | Categoria                | Indicação       | Resultado | Ref.         |
| ---- | -------------------------- | ------------------------ | --------------- | --------- | ------------ |
| 2014 | Banff World Media Festival | Melhor Novela            | Carlos Lombardi | Venceu    | [ 1 ] [ 34 ] |
| 2014 | Prêmio Contigo! de TV      | Melhor Atriz Coadjuvante | Carla Cabral    | Indicada  |              |
| 2014 | Prêmio Contigo! de TV      | Revelação da TV          | Felipe Cardoso  | Indicado  |              |

## Trilha sonora
A trilha é inspirada na era disco dos anos 70'. O renomado produtor musical Daniel Figueiredo, vencedor de dois Grammy Latino, assina a trilha sonora da telenovela. Algumas canções tiveram que ser regravadas por artistas brasileiros por restrições de direitos autorais, como a canção "I Just Wanna Stop", sucesso do cantor canadense Gino Vannelli em 1978, que foi regravada pelo brasileiro Maurício Manieri para a novela. A música "Street Life" com The Crusaders e Randy Crawford é o tema de abertura.

### Nacional
| N.º | Título                     | Música         | Personagem | Duração |  |
| 1.  | "Charme do mundo"          | Marina Lima    | Leila      | 4:16    |  |
| 2.  | "Coleção"                  | Cassiano       | Silvinha   | 3:11    |  |
| 3.  | "Dois pra lá, Dois pra cá" | Elis Regina    | Stella     | 4:26    |  |
| 4.  | "Eu preciso te esquecer"   | Cláudia Telles | Laura      | 4:04    |  |
| 5.  | "Na sombra de uma árvore"  | Banda Play     |            | 3:54    |  |

### Internacional
| N.º | Título                               | Música                         | Personagem               | Duração |  |
| 1.  | "Bad Girls"                          | Donna Summer                   |                          | 3:55    |  |
| 2.  | "Contigo en la distancia"            | Luis Miguel                    | Michelle e Stella        |         |  |
| 3.  | "Do You Wanna Dance"                 | Bette Midler                   | Dorotéia Ashcar e Carlão |         |  |
| 4.  | "Got To Be Real"                     | Cheryl Lynn                    |                          | 3:48    |  |
| 5.  | "I Just Wanna Stop"                  | Maurício Manieri               | Carlão e Patrícia        |         |  |
| 6.  | "Macho Man"                          | Village People                 |                          | 5:12    |  |
| 7.  | "Nobody Does It Better"              | Carly Simon                    | Laura                    | 3:28    |  |
| 8.  | "Rainy days and Mondays"             | The Carpenters                 | Maria Clara              | 4:05    |  |
| 9.  | "Ring my Bell"                       | Anita Ward                     |                          |         |  |
| 10. | "September"                          | Earth, Wind & Fire             |                          | 3:35    |  |
| 11. | "Stop, Look, Listen (To Your Heart)" | Moysés e Erikka Rodrigues      | Silvinha e Romeu         | 2:54    |  |
| 12. | "Street Life"                        | The Crusaders & Randy Crawford | (Tema de abertura)       |         |  |
| 13. | "You Make Me Feel (Mighty Real)"     | Sylvester James                |                          | 4:28    |  |

## Reprises
Foi reprisada na íntegra pela RFTV de 9 de março a 9 de novembro de 2020 às 19h30, sendo substituída por Vidas Cruzadas.
Foi reprisada pela Record entre 2 de janeiro e 16 de fevereiro de 2024, em 34 capítulos, às 22h45. Esta reprise estava prevista para ir até o mês de maio, cobrindo a pausa dos realitys shows e seria substituída pela segunda temporada de A Grande Conquista. Mas, devido aos baixos índices, a trama teve seu final antecipado e a maioria de seus capítulos condensados em grandes compactos. A novela foi substituída pelas atrações da chamada Linha de Shows, que foi reativada posteriormente.

## Exibição internacional
A telenovela foi exibida pela Record Internacional, abaixo estão listados alguns países que exibiram a produção brasileira:
- - Record Cabo Verde
- - Record Américas
- - Record Europa
- - Record Japan
- - TV Miramar